# Kaarle Ojanen
Kaarle Sakari Ojanen (Helsínquia, 4 de dezembro de 1918 – Helsínquia, 9 de janeiro de 2009) foi um jogador de xadrez finlandês. Ele se tornou um Finnish National Master em 1938. Ele foi talvez mais conhecido por derrotar o mestre Paul Keres em 1960.